# 妙蓮寺 (足立区)
妙蓮寺（みょうれんじ）は、東京都足立区にある日蓮宗の寺院。

## 歴史
1413年（応永20年）、日英によって開山された。その後、寺運衰微したが、長篠の戦いで戦死した馬場信春（氏勝）の子・氏家が父の菩提を弔うため、1581年（天正9年）に日慶を迎えて中興とした。
現在の本堂は、江戸時代に建てられたもので、1968年（昭和43年）に瓦葺きとなった。

## 交通アクセス
- 舎人駅より徒歩8分（経路案内）。